# Aldealcorvo
Aldealcorvo ist ein Ort und eine nordspanische Gemeinde (municipio) mit 18 Einwohnern (Stand: 2024) in der Provinz Segovia in der Autonomen Gemeinschaft Kastilien-León.

## Lage und Klima
Die Gemeinde Aldealcorvo liegt etwa 44 km (Fahrtstrecke) nordnordöstlich von Segovia in einer mittleren Höhe von ca. 760 m. Das Klima ist im Winter rau, im Sommer dagegen gemäßigt bis warm; Regen (ca. 656 mm/Jahr) fällt übers Jahr verteilt.

## Bevölkerungsentwicklung
| Jahr      | 1970 | 1981 | 1991 | 2001 | 2011 | 2021 |
| Einwohner | 241  | 59   | 38   | 24   | 26   | 19   |

## Sehenswürdigkeiten
- Martinskirche